# Polystichum ammifolium
Polystichum ammifolium är en träjonväxtart som först beskrevs av Nicaise Augustin Desvaux, och fick sitt nu gällande namn av Carl Frederik Albert Christensen. Polystichum ammifolium ingår i släktet Polystichum och familjen Dryopteridaceae. Inga underarter finns listade.